# Chiesa di Santa Maria Assunta (Assergi)
La chiesa di Santa Maria Assunta si trova nella frazione di Assergi, nel comune dell'Aquila.

## Storia
La chiesa di Santa Maria Assunta sorse nel 1150 sul luogo di un antico monastero, probabilmente dedicato a Santa Maria in Selice, per volontà del vescovo Berardo di Forcona, come testimoniato da una pergamena rinvenuta alla fine del Settecento durante la demolizione dell'altare dedicato a Sant'Egidio. La cripta dell'attuale chiesa rappresenta resti della chiesa originaria dedicata a San Franco.
La chiesa in stile tardo-romanico ha una storia complessa costituita da diversi interventi architettonici, tra i quali trasformazioni in stile barocco nel XVIII secolo ed un discusso restauro per ricondurre la chiesa alle forme romaniche negli anni Sessanta.

## Architettura

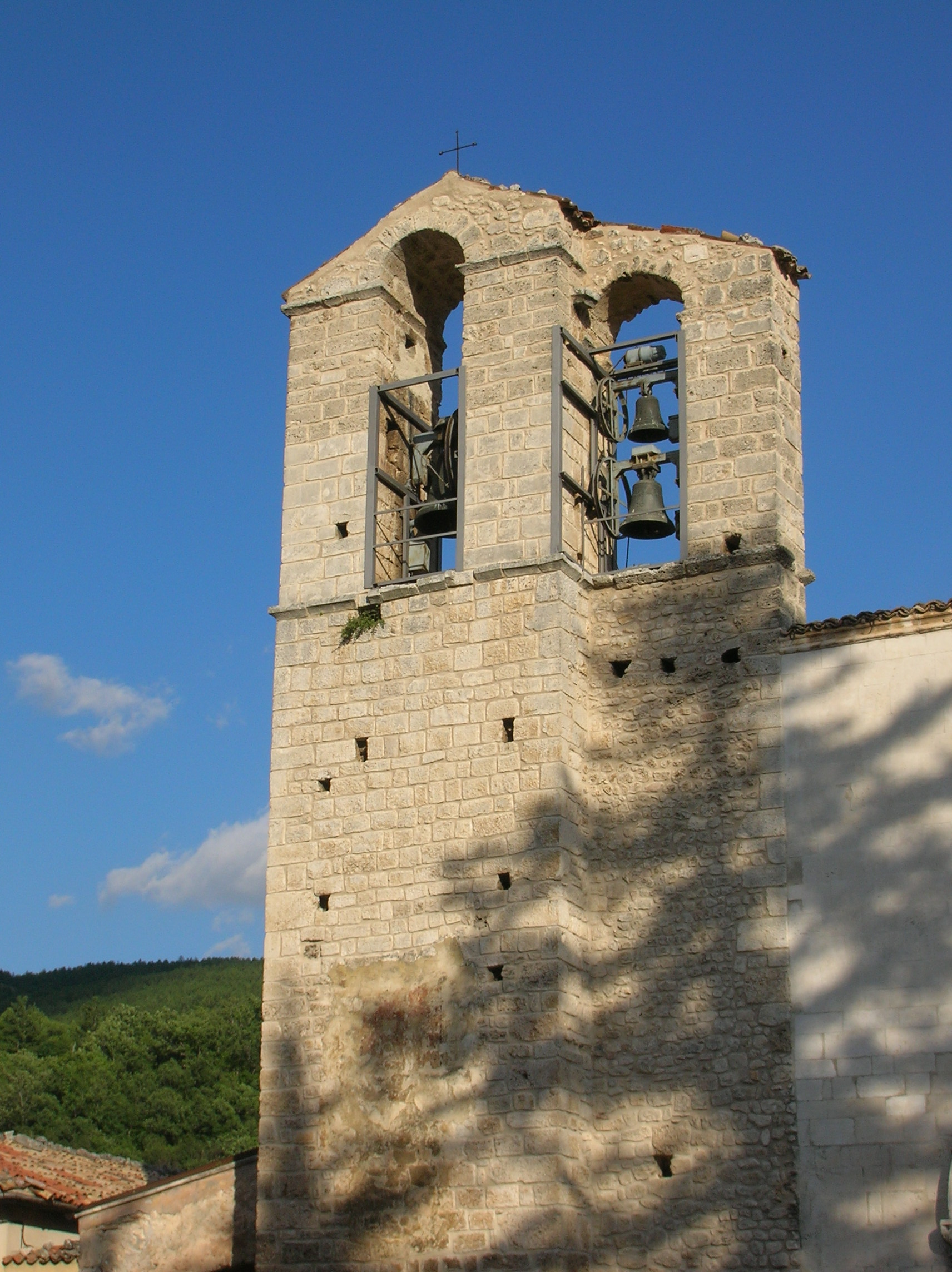
Campanile

### Esterno
La facciata della chiesa è in stile romanico, con una terminazione orizzontale della facciata stessa che ospita un portale ed un rosone risalenti al Quattrocento.
Il portale mostra ai lati colonnine con capitelli a foglie di acanto che sostengono archivolti a pieno centro decorati con motivi a foglie e a spirale con tracce di affreschi di angeli in volo.
Il rosone in pietra è caratterizzato da una trina traforata simile ai rosoni della basilica di Santa Maria di Collemaggio all'Aquila e di Santa Maria delle Grazie di Rosciolo.
Il campanile è a vela posto sulla sinistra della facciata e risalente al XV secolo.

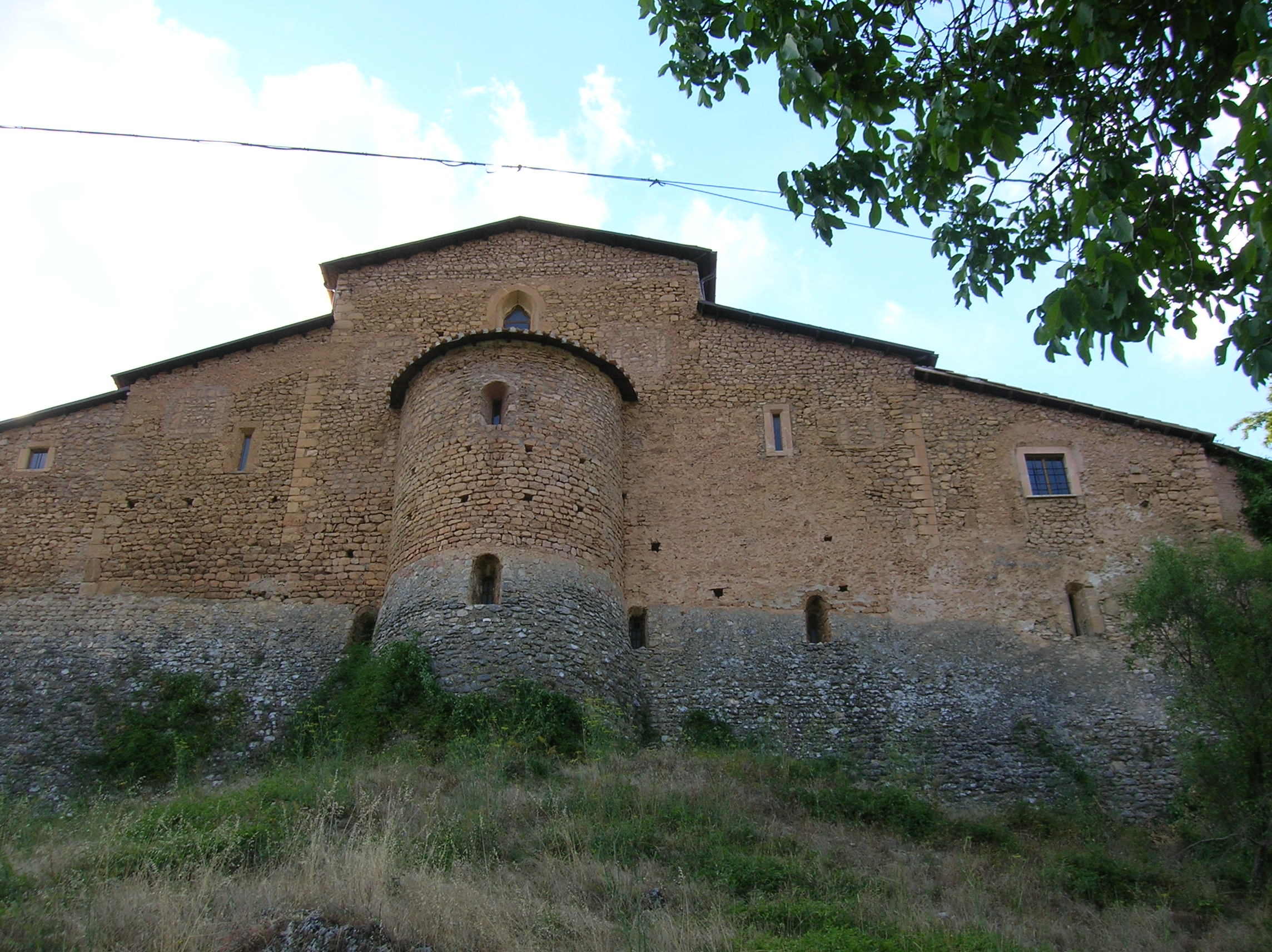
Abside

### Interno

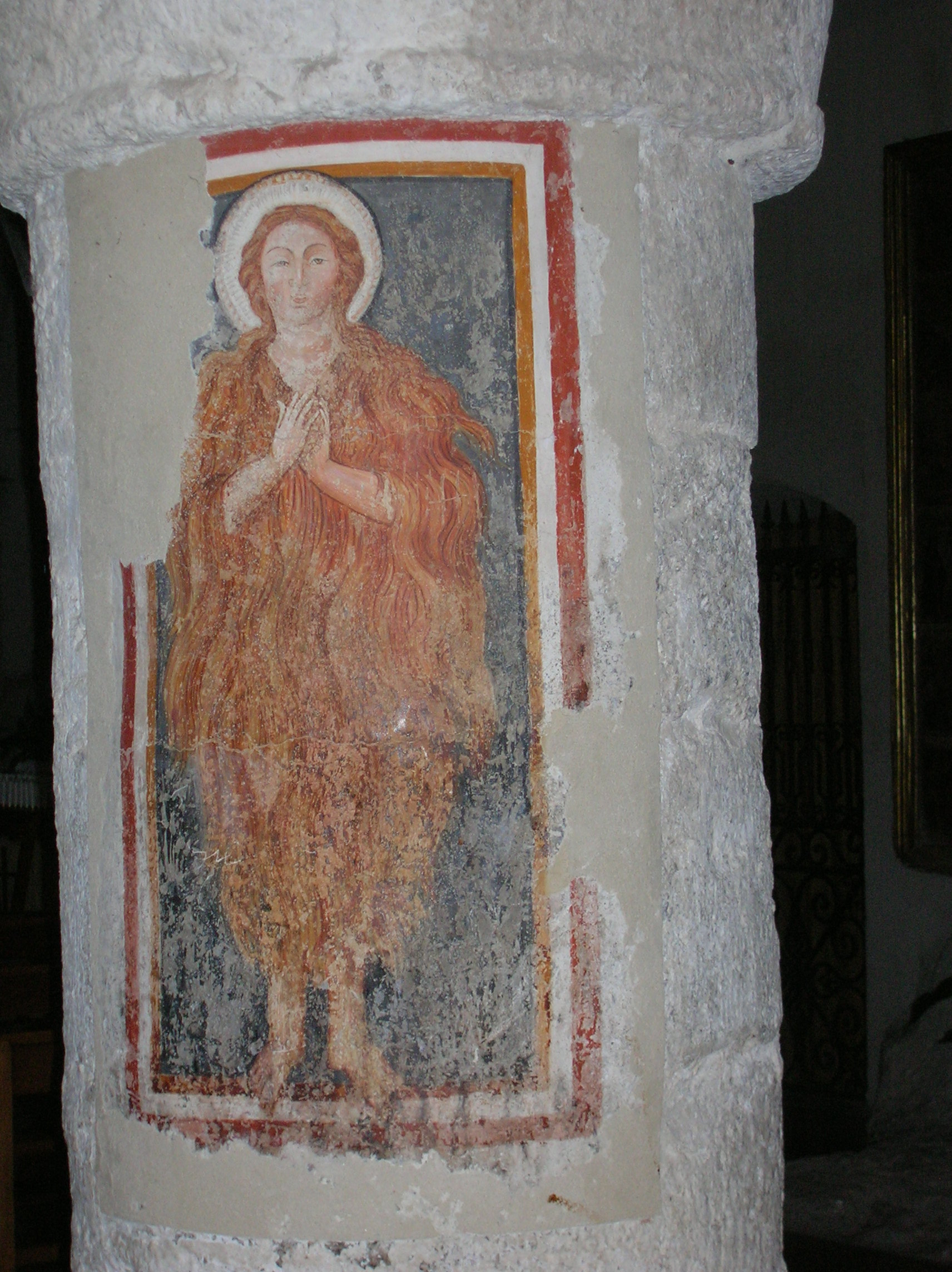
Affreschi

L'interno della chiesa in stile romanico a tre navate risale tra la fine del Duecento e l'inizio del Trecento. Nel XVI secolo vennero costruiti degli altari lungo le pareti, mentre nel corso del Settecento le colonne vennero riquadrate in pilastri, vennero realizzate decorazione a stucco ed aperti quattro finestroni lungo le navate. Nel 1902 si continua con la marmoriazione delle colonne e la realizzazione di dorature ed ornamenti, eliminati dal restauro del 1965-66 condotto dal Moretti per riportare alla luce le strutture della fine del secolo XIII.
L'interno è costituito da due file di colonne che supportano archi a tutto sesto che supportano una copertura con travi di legno a vista. Dietro l'altare maggiore si trova un'abside nella quale si apre un'ampia monofora. Lungo le pareti e sulla superficie delle colonne si trovano resti di affreschi che originariamente decoravano tutta la chiesa. Alcuni dei riquadri risalenti al secolo XV e XVI sono da attribuiti a Saturnino Gatti e Francesco da Montereale. Dietro al tabernacolo del 1502 è conservato un affresco raffigurante una Pietà ed una scultura lignea di San Franco, ai quali fanno da sfondo affreschi del XV secolo che rappresentano scene della vita del santo.
Tra gli affreschi del XV secolo si trova un Giudizio Universale. La parte inferiore, meno conservata, suggerisce la scena della Resurrezione dei morti, mentre la sezione superiore mostra Cristo Giudice all'interno di una mandorla, circondato dagli apostoli e santi. A destra, un riquadro raffigura l'inferno, con dannati avvolti da serpenti demoniaci, uno dei quali tiene una bilancia, forse simbolo di punizione per frodi.
La cripta ha un impianto a tre navate con archi a tutto sesto che sorreggono una copertura a crociera. Le colonne sono senza base e con capitelli due dei quali di forma cubica ed altri dentellati. La cripta ospita una cassetta in argento dorato del 1481 che contiene le reliquie di San Franco, attribuita a Giacomo di Paolo di Sulmona, sorretta dal pluteo di un ambone perduto, sul quale sono scolpiti quattro rosoni ed un pavone. Su un cassone in legno datato del 1636 nella navata sinistra sono dipinte una Madonna con Bambino e Santi ed è posta una scultura lignea raffigurante una Madonna risalente al XIV secolo. Accanto alla cripta si trova un ambiente con una colonna centrale che sorregge quattro campate con volte a crociera e che presenta una scalinata che porta alla sagrestia.